# Not That Kind (canção)
"Not That Kind" é uma canção pop escrita pela cantora e compositora americana Anastacia, Will Wheaton e por Marvin "Young MC" Young  para o álbum de estreia de Anastacia, Not That Kind.

## Videoclipe
Dirigido por Marc Webb, o vídeo de "Not That Kind" foi gravado em Nova Iorque, Estados Unidos. Começa com a cantora a cantor num bar. Também tem cenas de Anastacia a cantar num café, junto a pessoas que nele convivem.

## Faixas e formatos
- Australiano maxi single

1. "Not That Kind" [Versão Single] - 3:20
2. "Nothin' at All" - 4:26
3. "I'm Outta Love" [Matty's Soulflower Mix] - 5:56
4. "Not That Kind" [Rick Wake Club Final] - 7:59
5. "Not That Kind" [Kerri Chandler Vocal Mix] - 6:54
6. "Not That Kind" [Kerri Chandler Organ Dub] - 6:52
7. "Not That Kind" [Maurice Jushua's Chickenpox Club Mix] - 7:32

- Australiano promocional single

1. "Not That Kind" [Single Version] - 3:20
2. "Not That Kind" [Hex Hector Radio Edit]
3. "Not That Kind" [Kerri Chandler Mix] - 3:34

- Austríaco promocional single

1. "Not That Kind" [Single Version] - 3:20
2. "Not That Kind" [Hex Hector Radio Edit]

- Europeu CD single

1. "Not That Kind" [Single Version] - 3:20
2. "Not That Kind" [Ric Wake's Mix] - 4:50
3. "Not That Kind" [Maurice Chicken Pox Club Mix] - 7:32

- Europeu maxi single

1. "Not That Kind" [Single Version] - 3:20
2. "Not That Kind" [Rick Wake Club Final] - 7:59
3. "Not That Kind" [Kerri Chandler Mix] - 3:34
4. "Not That Kind" [Maurice Joshua's Chickenpox Mix] - 3:33
5. "Not That Kind" [LT's Not That Dub Mix] - 7:13

- Europeu promocional single

1. "Not That Kind" [Single Version] - 3:20

- Reino Unido maxi single

1. "Not That Kind" [Versão Single] - 3:20
2. "Not That Kind" [Kerri Chandler Radio Mix] - 3:34
3. "Not That Kind" [Maurice Joshua's Chickenpox Mix] - 3:33
4. "Not That Kind" [Vidro]

- Reino Unido 12" promocional single (Kerri Chandler Remixes)

A-side
1. "Not That Kind" [Kerri Chandler Vocal Mix]

B-side
1. "Not That Kind" [Kerri Chandler Organ Dub]
2. "Not That Kind" [LT's Not That Dub Mix] - 7:13

- Reino Unido 12" promocional single (Maurice Joshua's Remixes)

A-side
1. "Not That Kind" [Maurice Joshua's Chickenpox Mix] - 3:33

B-side
1. "Not That Kind" [Ric Wake Club Final] 7:59
2. "Not That Kind" [Maurice Joshua's Dubstrumental]

- Reino Unido 12" promocional maxi single (Club Mixes)

A-side
1. "Not That Kind" [Kerri Chandler Vocal Mix]
2. "Not That Kind" [JS Ectasy Mix]

B-side
1. "Not That Kind" [Ric Wake Club Final] 7:59
2. "Not That Kind" [Maurice Joshua's Chickenpox Club Mix] - 7:32

- Estados Unidos CD single

1. "Not That Kind" [Versão Single] - 3:20
2. "Black Roses" - 3:38
3. Album snippets
4. "I'm Outta Love" [Versão do Álbum] - 4:02

- Estados Unidos maxi single

1. "Not That Kind" [Single Version] - 3:20
2. "Not That Kind" [Kerri Chandler Radio Mix] - 3:34
3. "Not That Kind" [Maurice Joshua's Chickenpox Mix] - 3:33
4. "Black Roses" - 3:38
5. "Not That Kind" [Video]

## Versões oficiais
- Versão do Álbum - 3:20
- Versão do Single - 3:20
- DJ Amanda Remix - 7:45
- Hec Hector Club Mix - 7:50
- Hec Hector Radio Edit - 3:10
- JS Ectasy Mix - 5:49
- Kerri Chandler Mix - 3:34
- Kerri Chandler Organ Dub - 6:54
- Kerri Chandler Vocal Mix - 6:54
- LT's Not That Dub Mix - 7:13
- Maurice Joshua's Chickenpox Club Mix - 7:32
- Maurice Joshua's Chickenpox Mix - 3:33
- Maurice Joshua's Dubstrumental - 7:03
- Mousse T Remix - 3:25
- Rick Wake Club Final - 7:59
- Rick Wake's Mix - 4:50
- Ultimix 81 Mix - 6:29
- Ulti-Remix - 6:24

## Histórico de lançamento
| Região         | Data                  |
| -------------- | --------------------- |
| Europa         | 16 de Outubro de 2000 |
| Estados Unidos | 31 de Outubro de 2000 |
| Reino Unido    | 22 de Janeiro de 2001 |

## Posições
| Tabela musical (2000/2001) | Melhor posição |
| -------------------------- | -------------- |
| Australian Singles Chart   | 21             |
| Austrian Singles Chart     | 68             |
| Dutch Top 40               | 26             |
| French Singles Chart       | 13             |
| Italian Singles Chart      | 5              |
| New Zealand Singles Chart  | 22             |
| Swedish Singles Chart      | 49             |
| Swiss Singles Chart        | 18             |
| UK Singles Chart           | 11             |
| U.S. Hot Dance Club Play   | 9              |